# Comité des sept
Le comité des sept (Siebenerausschuss en allemand) est un comité chargé de préparer la voie à la création du Parlement de Francfort en 1848. 
La formation de ce comité est décidée lors de l'assemblée d'Heidelberg du 5 mars 1848. Cette réunion réunit 51 hommes politiques libéraux et démocrates de premier plan.
Elle élit les membres du comité sur proposition de Karl Theodor Welcker.
Toujours lors de cette réunion, la volonté de créer un parlement pour l'ensemble de l'Allemagne est réaffirmée.
Afin de préparer cette assemblée nationale, le comité des sept doit permettre la création du pré-parlement.
Il est composé de : l'avocat I. Binding, Heinrich von Gagern, Johann Adam von Itzstein, Friedrich Römer, Johann Adam von Itzstein, le libéral Stedtman, Karl Theodor Welcker et F.J. Willich. 
Ils doivent faire des propositions pour organiser l'élection et la création de l'assemblée nationale. Ils doivent également convoquer un pré-parlement, en envoyant les invitations.
Le comité se réunit pour la première fois le 12 mars 1848 à Heidelberg. 
Il convoque au pré-parlement tous les membres de parlement régionaux allemands, ouest et est prussien, ainsi que dans le Schleswig-Holstein.
D'autres invitations sont envoyées à des hommes politiques, qui certes ne siègent pas dans des chambres parlementaires, mais qui disposent de la confiance du peuple.
Itzstein, le seul démocrate du comité, invite des « amis de la patrie » de son cercle d'ami : Johann Jacoby, Robert Blum ou Johannes Ronge par exemple.
Stedtmann invite également 40 personnes, qu'elles soient démocrates ou libérales.
Le programme politique du comité des sept du 12 mars est le suivant :
- I : Un dirigeant fédéral responsable de plusieurs ministres
- II : Un sénat pour les États
- III : Une chambre parlementaire issue du peuple et élue par lui, avec une représentation de 1 député pour 70 000 habitants.
- IV : Les États allemands doivent renoncer à leurs droits sur les compétences suivantes au profit du pouvoir central fédéral :
  - 1. militaires
  - 2. diplomatiques vis-à-vis de l'étranger
  - 3. commerciales, sur le transport fluvial, douanières, la monnaie, le système d'unités, de poids, la poste, les canalisations d'eau et les chemins de fer
  - 4. sur le plan judiciaire les codes civils et pénaux doivent être harmonisés, tout comme les procédures judiciaires. Formation d'un tribunal fédéral
  - 5. garantie des libertés fondamentales au niveau national
- V : Convocation d'une assemblée nationale constituante, constituée des chambres mentionnées ci-dessus.
- VI : Constitution d'un comité permanent de 15 membres issus des assemblées existantes actuellement. Il doit convoquer l'assemblée nationale constituante.

Si sa formation n'est pas réalisée dans les 4 prochaines semaines, cette présente assemblée se réunira de nouveau le 3 et 4 mai. En cas d'urgence, le comité peut appeler une assemblée à une date antérieure.

## Biographie
- (de) Frank Eyck (trad. de l'anglais), Deutschlands große Hoffnung. Die Frankfurter Nationalversammlung 1848/49, Munich, List, 1973, 495 p. (ISBN 3-471-77404-1)
- (de) Walter Grab (dir.), Die Revolution von 1848. Eine Dokumentation, Munich, Nymphenburger, 1980 (ISBN 3-485-03082-1), p. 47–48
- (de) Karl Jürgens, Zur Geschichte des deutschen Verfassungswerkes 1848–49, t. 2, Brunswick, Vieweg, 1850–1857
- (de) Karl Obermann, Die Wahlen zur Frankfurter Nationalversammlung im Frühjahr 1848. Die Wahlvorgänge in den Staaten des Deutschen Bundes im Spiegel zeitgenössischer Quellen, Berlin, Deutscher Verlag der Wissenschaften, 1985, 324 p. (ISBN 3-326-00142-8), p. 13–14
- (de) Wilhelm Ribhegge, Das Parlament als Nation. Die Frankfurter Nationalversammlung 1848/49, Dusseldorf, Droste, 1998, 170 p. (ISBN 3-7700-0920-7)
- (de) Wolfram Siemann, Die deutsche Revolution von 1848/49, Francfort-sur-le-Main, Suhrkamp, 1985, 255 p. (ISBN 3-518-11266-X)

## Source
- (de) P. Roth et H. Merck, Verhandlungen des deutschen Parlaments, Francfort-sur-le-Main, 1848 dans (de) Quellensammlung, t. 1, Erlangue, 1850, p. 183